# Kavlico
Die Kavlico GmbH war die deutsche Niederlassung der Kavlico Corporation mit Gründungssitz in Kalifornien, einem Hersteller von Sensoren und Signalumwandlern. In Deutschland produzierte das Unternehmen vor allem Sensorik für die Automobil- und Nutzfahrzeugindustrie sowie für diverse Industrieanwendungen. Von 2004 bis 2013 gehörte das Unternehmen zu Schneider Electric. 2013 wurde Kavlico von den Private-Equity-Firmen The Carlyle Group und PAI Partners übernommen und im Juli 2015 an Sensata Technologies (einem Spin-off von Texas Instruments) verkauft.

## Produkt- und Anwendungsbereiche
- Automobil und Nutzfahrzeuge (Dieselpartikelfilter Differenzdrucksensoren, Abgasgegendruck, Pneumatikdruck, Bremsdruck, Öldruck, Kraftstoffdruck, Wasserstoffdruck)
- Industrieanlagen (Hydraulikdruck, Massenfluss Differenzdruck, Wasserstofftanks, Gas und Kraftstofftanks, Luftverteilung)
- Sondersensoren (Levelsensoren, Neigungssensoren, kombinierte Druck- und Temperatursensoren)

## Standorte
Niederlassungen mit Produktionsstätten befinden sich in Thousand Oaks, Kalifornien, Tijuana, Mexiko, Changzhou, China und in Minden, Deutschland. Weitere Verkaufsstellen sind in Cardiff, Großbritannien, Chatuzange le Goubet, Frankreich, Söderköping, Schweden und Parma, Italien.

## Geschichte
Die Kavlico Corporation wurde im Jahr 1958 von dem norwegischen Einwanderer Fred Kavli im San Fernando Valley in Chatsworth, Kalifornien gegründet. Im Jahr 1986 zog der gesamte Betrieb in die Niederlassung in Moorpark, Kalifornien um. In dem ersten Gebäude mit 183.000 m² wurden Druck- und Positionssensoren produziert. Im Jahr 1993 wurde das zweite Gebäude fertiggestellt, 1998 das dritte. In diesen befand sich neben der Produktion der Firmensitz auf einer Fläche von 314.000 m². Die ersten Kavlico-Produkte wurden in der Raumfahrt eingesetzt. Der Hauptsitz wurde 2015 von Moorpark ins nahegelegene Thousand Oaks verlagert.
Die im Jahr 1996 gegründete Firma Inter Sales wurde im Jahr 1999 in die Kavlico GmbH umfirmiert und stellt damit die deutsche Niederlassung von Kavlico dar. Im Jahr 2004 erwarb Schneider Electric 100 Prozent der Kavlico-Aktien.
Im Jahr 2010 wurde am Produktionsstandort Minden-Päpinghausen ein neues Technologiezentrum eröffnet. 
Im Jahr 2013 verkaufte Schneider Electric Kavlico an The Carlyle Group, diese verkauften die Firma anschließend weiter an Sensata Technologies, einem Spin-off von Texas Instruments.
Der Standort Minden wurde am 30. Juni 2017 geschlossen.